# Hypericum lorentzianum
Hypericum lorentzianum är en johannesörtsväxtart som beskrevs av Ernest Friedrich Gilg och Robert Keller. Hypericum lorentzianum ingår i släktet johannesörter, och familjen johannesörtsväxter. Inga underarter finns listade i Catalogue of Life.